# Lytton Strachey

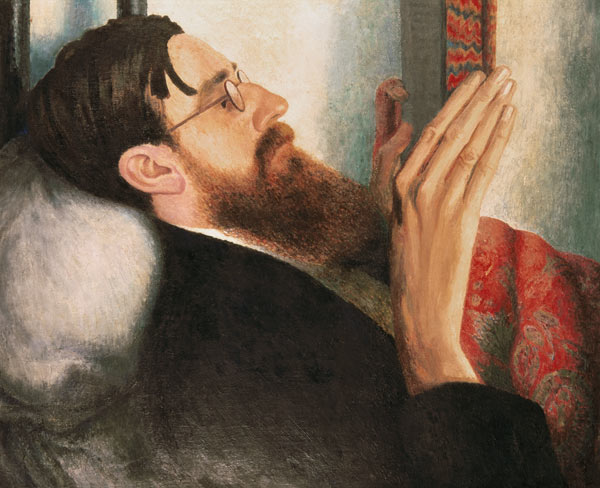
Dora Carrington: Lytton Strachey, 1916, Öl auf Holz (Tafelbild), National Portrait Gallery, London

Giles Lytton Strachey [ˌlɪtən ˈstreɪtʃi] (* 1. März 1880 in London; † 21. Januar 1932 in Ham, Wiltshire nahe Hungerford in Berkshire) war ein britischer Biograf, Kritiker und Schriftsteller.

## Leben
Lytton Strachey war der Sohn eines Ingenieurs und entstammte einer kinderreichen Familie. Am nächsten standen ihm zeit seines Lebens sein jüngerer Bruder James und sein Cousin, der Maler Duncan Grant, mit dem ihn auch eine Liebesgeschichte verband. Für Virginia Woolf, der er trotz seiner Homosexualität 1909 einen Heiratsantrag gemacht, aber am nächsten Tag schon widerrufen hatte, blieb er „der perfekte Freund“.
Nach dem Beginn eines Geschichtsstudiums an der Universität Liverpool studierte er von 1899 bis 1905 am Trinity College in Cambridge, wo er durch Freundschaften mit John Maynard Keynes, Leonard Woolf, E. M. Forster und Clive Bell in Kontakt mit der Bloomsbury Group kam. Dort lernte er die beiden Schwestern Virginia Stephen (verheiratete Woolf) und Vanessa Stephen (verheiratete Bell) kennen. Mit ihnen und anderen „Bloomsberries“, wie Lady Ottoline Morrell, verbrachte er viele Abende in deren gastlichen Häusern.

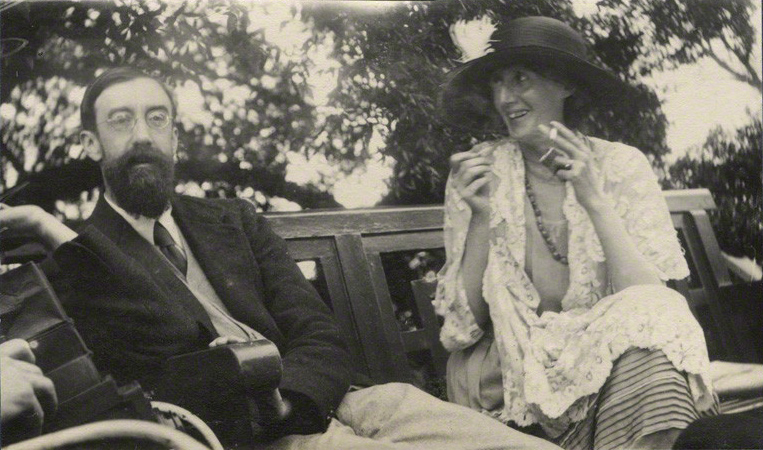
Lytton Strachey und Virginia Woolf, Foto von Ottoline Morrell, 1923

Von 1904 bis 1914 schrieb er Buch- und Theaterkritiken für das Magazin The Spectator, veröffentlichte Poesie und schrieb ein wichtiges Werk der Literaturkritik, Landmarks in French Literature (1912).
Während des Ersten Weltkrieges verweigerte er den Kriegsdienst aus Gewissensgründen.
Sein erster großer Erfolg und sein bekanntestes Werk war das 1918 veröffentlichte Eminent Victorians, eine Sammlung von vier Kurzbiographien viktorianischer „Helden“. Mit seiner typisch sarkastischen Art zeigte er ihre menschlichen Schwächen auf und das, was er für die Heuchelei im Zentrum der viktorianischen Moral hielt.
1921 folgte das in ähnlichem Stil verfasste Queen Victoria.
Er starb im Januar 1932 in seinem 1924 erworbenen Landhaus Ham Spray House in Wiltshire.
Schlank, dunkel, mit Falsett-Stimme und von gefürchtetem trockenem Humor war Lytton Strachey eine der faszinierendsten Persönlichkeiten der Bloomsbury Group.
E. M. Forster setzte ihm als Viscount Risley in seinem Roman Maurice ein Denkmal.
Strachey hatte eine ungewöhnliche Beziehung mit der Malerin Dora Carrington, mit der er einen lebenslangen Bund einging. Sie liebte ihn, aber er war auch an ihrem Ehemann Ralph Partridge interessiert. Es war eine ménage à trois, die 1995 von Christopher Hampton als Carrington (deutscher Titel: Carrington – Liebe bis in den Tod) mit Jonathan Pryce (als Strachey) und Emma Thompson (als Carrington) verfilmt wurde.

## Werke
- Landmarks in French Literature, 1912
  - Auszüge in Französische Paradiese: Voltaire, Madame du Deffand, Mademoiselle de Lespinasse und Stendhal, Wagenbach, Berlin 2002, ISBN 3-8031-1209-5
  - Auszug (nur „Madame du Deffand“) in: Romanhafte Leidenschaften. Übersetzt von Helene Weyl, mit einer Deutung von Michael Holroyd. Internationale Antiquariatsmesse, Hamburg 2001 (Reihe Quod-Libet-Schriften, 8).
- Eminent Victorians: Cardinal Manning, Florence Nightingale, Dr. Arnold, General Gordon, London 1918
  - Deutsche Auszüge in Geist und Abenteuer. Sieben Bildnisse, Berlin 1931/32, Macht und Frömmigkeit: Florence Nightingale, Kardinal Manning. Zwei Bildnisse aus der Viktorianischen Zeit, Berlin 1936, und General Gordons Ende, Berlin 2005, ISBN 3-937834-06-0
- Queen Victoria, 1921 (dt. Queen Victoria, Berlin 1925)
- Books and Characters, 1922 (dt. in Auszügen in Geist und Abenteuer. Sieben Bildnisse, Berlin 1931/32)
- Elizabeth and Essex: A Tragic History, 1928
  - in Deutsch: Elisabeth und Essex. Eine tragische Historie, Berlin 1929; mehrere Aufl., zuletzt Zürich 1966
- Portraits in Miniature and Other Essays, 1931 (dt. in Auszügen in Geist und Abenteuer. Sieben Bildnisse, Berlin 1931/32)
- Characters and Commentaries (ed. James Strachey, 1933)
- Spectatorial Essays (ed. James Strachey, 1964)
- Ermyntrude and Esmeralda, 1969
- Lytton Strachey by Himself: A Self Portrait. Hg. Michael Holroyd, 1971
- The Really Interesting Question and Other Papers. Hg. Paul Levy, 1972
- The Letters of Lytton Strachey. Hg. Paul Levy, 2005
- Das Leben, ein Irrtum. Acht Exzentriker, Berlin 1999. ISBN 3-8031-1186-2

## Bearbeitung
- 1953: Benjamin Britten komponierte zu Ehren der Krönung Elisabeth II. die Oper Gloriana. Das Libretto basiert auf Stracheys Roman Elizabeth and Essex: A Tragic History aus dem Jahre 1928.